# Тёплый (Краснодарский край)
Тёплый — посёлок  Верхнекубанского сельского округа Новокубанского района Краснодарского края России. Входит в состав муниципального образования Верхнекубанское сельское поселение.

## География
Расположен в восточной части региона, у административной границы с Курганинским районом.
В посёлке две улицы: Спокойная и Тихая.
Климат
Среднегодовое количество осадков составляет 551 мм. Наибольшее количество осадков выпадает в теплый период (апрель-сентябрь) — 340 мм, наименьшая — в холодный период — 211 мм. Лето знойное и длительное. Весной и летом восточные и юго-западные ветры носят характер суховеев.

## Население
| 2002 | 2010 |
| ---- | ---- |
| 64   | ↗67  |

## Инфраструктура
Развито сельское хозяйство.

## Транспорт
Асфальтированная дорога.